# Alvis Stalwart
Alvis Stalwart – brytyjski wojskowy samochód ciężarowy produkowany w latach 60. XX wieku przez przedsiębiorstwo Alvis. Pojazd wszedł do służby w armii brytyjskiej w 1966 roku.
Pojazdy Stalwart przeznaczone były do transportu 5 ton ładunku lub 38 żołnierzy. Powstały dwie generacje pojazdu: Mk 1 oraz Mk 2, różniące się m.in. zdolnościami amfibijnymi oraz wielkością bocznych szyb. Łącznie zbudowano 140 pojazdów w wersji Mk 1 oraz 1400 w wersji Mk 2.

## Wersje
- FV620 – standardowa odmiana wersji Mk 1
- FV622 – standardowa odmiana wersji Mk 2
- FV623 – wersja Mk 2 wyposażona w dźwig
- FV624 – wersja Mk 2 przeznaczona dla oddziałów Royal Electrical and Mechanical Engineers